# 알불라 철도
알불라 철도(독일어: Albulalinie, 이탈리아어: Linea dell'Albula, 로만슈어: Lingia da l'Alvra)는 스위스 그라우뷘덴주의 래티셰 철도의 핵심 철도망의 일부를 형성하는 단일 트랙 미터궤 철도 노선이다. 힌터라인에 있는 투지스(697m)와 필리주어(1,080m)를 엥가딘(1,774m)의 장크트모리츠 온천 리조트와 연결한다.
알불라 철도 건설은 1898년 9월에 시작되어 1903년 7월 1일에 개통되었으며, 1904년 7월 10일에 생모리츠까지 확장이 시작되었다. 노선은 세계에서 가장 멋진 협궤 철도 중 하나이다.
2008년 7월 7일, 알불라 철도와 베르니나 철도는 또한 래티셰 철도의 일부를 구성하며, 알불라/ 베르니나 풍경의 래티셰 철도라는 이름으로 유네스코 세계문화유산 목록에 공동으로 기록되었다.
알불라 철도에서 가장 잘 알려진 열차는 빙하특급과 베르니나 익스프레스이다.

## 역사

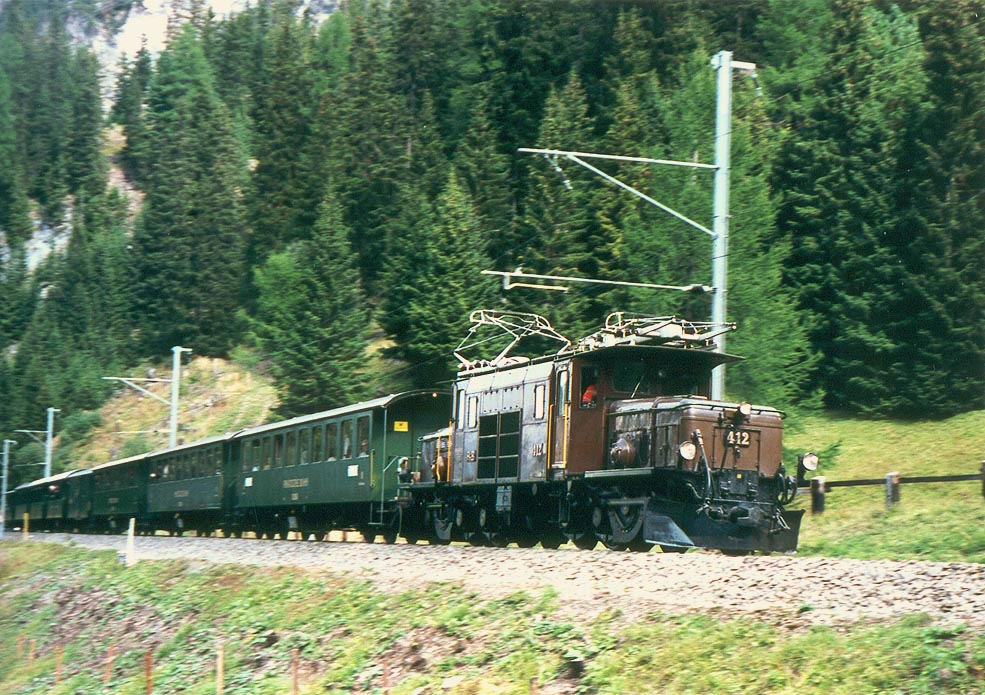
프레다 근처의 오래된 차량

1890년까지 스위스 동남쪽은 철도가 매우 열악했다. 고트하르트 철도로 고산 교통이 몰렸으므로, 그라우뷘덴주에 대륙횡단철도 건설이 경제적으로 불가능해 보였다. 란트콰르트-다보스 철도(LD)의 성공만이 전환점으로 이어졌다. 1895년에 LD는 이름을 래티셰 철도(RhB)로 변경했다. 2년 후, 그라우뷘덴의 사람들은 국민투표에서 RhB를 국유화하기로 결정했다. 이 두 가지 변경 사항은 주의 많은 부분을 개방하기 위한 추가 RhB 노선의 신속한 건설에 적합한 조건을 만들었다.
1890년에 다보스 호텔리어인 빌렘 얀 홀츠보어(Willem-Jan Holsboer)는 쿠어에서 다보스를 거쳐 스칼레타 고개 아래의 터널을 통해 장크트모리츠까지 연결한 다음 말로야 고개를 통해 이탈리아의 키아벤나까지 연결되는 철도 연결을 제안했다. 홀츠보어는 나중에 알불라 터널이 될 경로를 위해 계획된 이 스칼레타 철도를 포기해야 했다. 1895년 취리히 철도의 개척자 아돌프 가이어-첼러는 엔가딘-오리엔트 철도에 대한 아이디어를 제시했다. 그의 생각은 쿠어, 투지스를 거쳐, 엥가딘, 그리고 푸오른 고개를 넘어 핀쉬가우와 트리에스테를 연결하자는 것이었다. 첼러는 이 제안된 경로를 표준궤 노선으로 계획했다. 그것은 티시 계곡의 입구에서 베버 아래의 인 계곡까지 12km 길이의 터널을 통해 알불라 알프스 아래를 통과했을 것이다. 오펜베르크반과 마찬가지로 엥가딘-오리엔트-철도도 무슈테어 계곡과의 연결을 끊었을 것이다. 1898년 6월 30일에야 베른의 연방 의회가 알불라 철도 건설을 최종 결정했다. 이에 따라 연방 의회는 또한 또 다른 표준궤 통과 철도와 율리어 고개 위의 비슷한 철도를 반대하기로 결정했다.
1896년에 그라우뷘덴에는 20km의 표준궤 철도가 있었고 90km의 협궤 철도가 있었다. (참고로, 표준궤 노선의 길이는 쿠어에서 도마트 / 엠스까지 새로운 2차 선로 노선 건설을 제외하고 오늘날까지 변경되지 않았다.) 생모리츠 스파에 철도 연결 건설에 우선 순위가 주어졌다. 당시 생모리츠는 표준궤 종점인 쿠어에서 14시간 동안 객차를 타고 가야만 했던 거리였다.

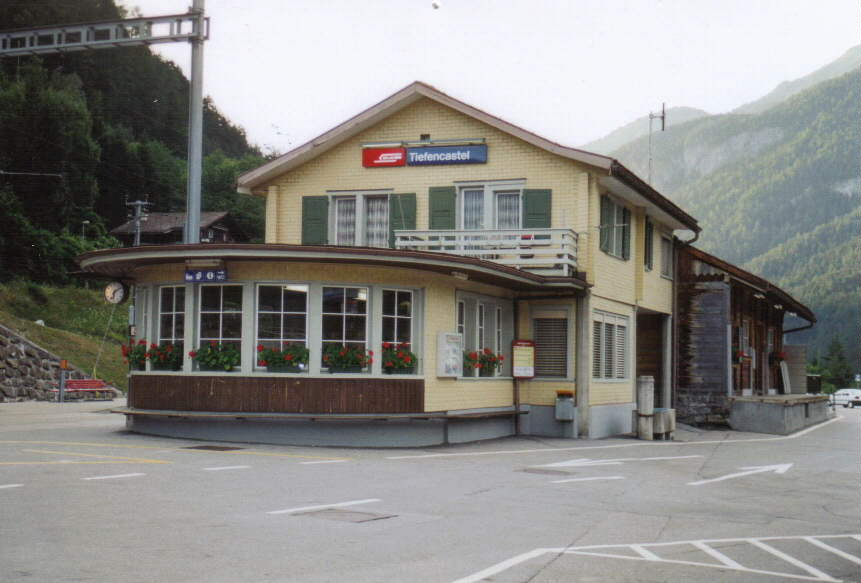
티펜카스텔의 래티셰 철도역

쿠어에서 투지스가 연결된 후, 알불라 철도 건설은 1898년 10월 15일에 시작되었다. 베르니나 철도와 달리, 10년 후에 개통되어 처음부터 완전히 전철화된 형태로 운영되는 알불라 철도는 그 구상 단계에서는 여전히 증기철도였다. 더욱이 (여기서도 베르니나 철도와 달리) 이 철도는 특히 상품 운송을 위해 보편적으로 이용가능하도록 의도되었다. 당시의 증기 기관차는 아직 강력하지 않았기 때문에, 가능한 최고 속도를 허용하기 위해 최대 기울기를 3.5%로 제한하고, 최소 곡선 반경도 넉넉하게 정의했다. 따라서 알불라 철도는 효율성을 극대화하기 위해 접착 철도의 기술적 한계를 테스트하지 않았다. 그러나 이러한 건축 양식에는 다양한 엔지니어링 구조가 필요했다. 예를 들어 고가교는 굉장히 견고하게 건설되었다. 특히 문제가 된 것은 베르귄과 프레다 사이의 계곡 등정 시, 일직선으로 5km의 거리에서 400m 이상의 고도 차를 극복해야 했다. 최대 기울기를 유지하기 위해, 프로젝트 감독자 프리드리히 헤닝스는 복잡한 선형을 고안하여 노선의 형성을 12km 연장했다. 2개의 곡선 터널, 3개의 나선형 터널과 다수의 교량은 나사산처럼 트랙을 감아 공학적 문제를 극복했다. 노선의 이 부분에서 660m 길이의 나선형의 루크눅스 터널(Rugnux Spiral Tunnels) 건설이 특히 문제를 일으켰다. 산에서 흘러나오는 4°C의 차가운 물이 작업자의 활동을 방해했기 때문이다.
프레다 너머에는 노선의 중심인 5,866m 길이의 알불라 터널이 나타났다. 이 터널은 알불라 고개에서 서쪽으로 몇 킬로미터 떨어진 라인강과 다뉴브강 사이의 분수령 아래를 통과한다. 해발 1,820m의 최대 고도를 자랑하는 이 터널은 푸르카 터널 다음으로 스위스에서 두 번째로 높은 고산 터널이다. 터널 건설은 물의 유출로 인한 이례적인 문제로 인해 차질을 빚었고, 이로 인해 건설업자가 파산하게 되었다. 알불라 터널 공사에는 총 1,316명이 투입되었고, 전체적으로 근로자와 관련된 사망 사고는 16건이었다. 1902년 5월 29일 03:00시에 북쪽 출구에서 3,030.5m, 남쪽 출구에서 2,835m 지점에 두 개의 터널 끝이 돌파되었다.

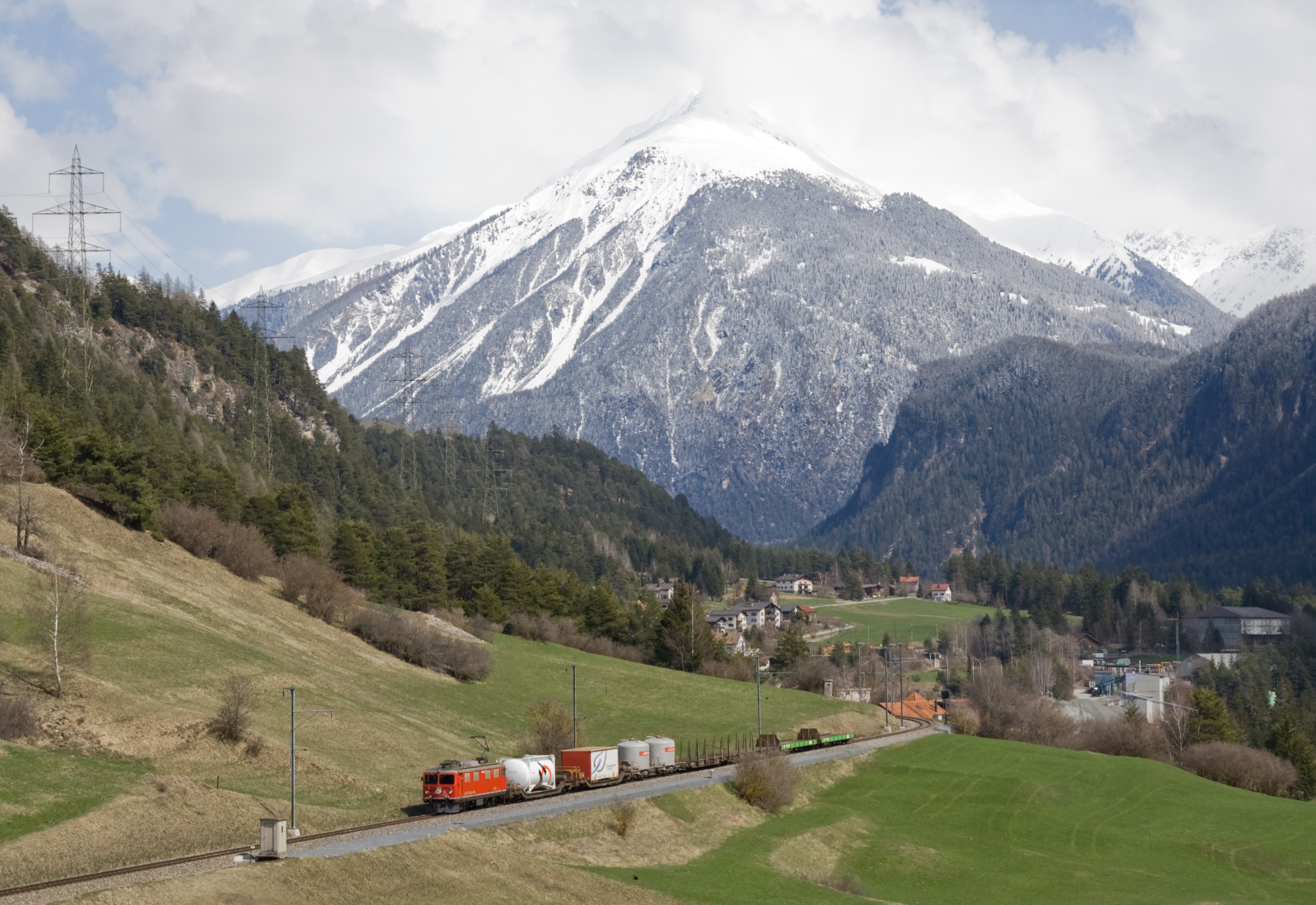
티펜카스텔과 주라파 사이의 화물열차

1903년 7월 1일, 투지스와 셀레리나 사이의 구간 개통을 축하할 수 있었다. 래티셰 철도와 장크트모리츠 지자체가 장크트모리츠역 부지에 대해 아직 합의에 이르지 못했기 때문에 남은 3km 구간의 개통은 1904년 7월 10일로 연기되어야 했다.
제1차 세계 대전 중 석탄 부족으로 래티셰 철도는 전철화 작업에 어려움을 겪었다. 1919년 4월 20일, 전기가 공급될 첫 번째 구간인 베버와 필리주어 사이의 링크는 엥가딘 노선에 사용된 11kV 16 2/3Hz 교류 시스템으로 전원이 공급되었다. 1919년 10월 15일에는 투지스로 확장이 이어졌다.
1930년부터 빙하특급은 알불라 철도의 노선을 따랐다. 베르니나 익스프레스는 제2차 세계 대전 이후에 추가되었다. 이 두 열차는 그 이후로 전 세계의 철도 팬들 사이에서 철도 회사로서 래티셰 철도의 전설적인 명성의 선봉 역할을 했다.
1969년 블록 안전 시스템을 도입한 이후 대부분의 역에서 원격감시가 가능해졌다. 2005년 란트콰르트의 레일 컨트롤 센터에서 필리주어의 원격 모니터링역의 이전 작업을 인수했다.
베버 변전소는 1973년에 현대화되었다. 역의 통과 루프에 대한 연속적인 확장으로 13개 객차가 있는 급행열차와 같은 260m 이상으로 연장되었다. 1990년대 말부터 래티셰 철도는 3개의 짧은 복선 구간(투지스, 필리주어, 프레다 아래)을 설치하여 매시간 열차 건널목이 보다 원활하게 흐르도록 했다. 노선의 나머지 부분은 이전과 같이 단일 트랙이며, 여전히 1904년의 원래 구성을 그대로 유지하고 있다.

## 철도에 대한 설명
알불라 철도는 투지스에서 시작하여 1896년에 건설된 란트콰르트-쿠어 철도와 연결된다. 투지스역 뒤에서 이 노선은 힌터라인과 A13 아우토반을 지나 투지스의 동쪽에 있는 알불라 계곡(신슬루트 Schinschlucht)로 알려져 있음)으로 들어간다. 이 초기 단계에서도 많은 다리와 터널을 통과한다. 투지스역에서 8km 떨어진 솔리스역을 지나, 이 노선은 89m 높이의 솔리스 고가교에서 처음으로 알불라강을 건넌다. 이 고가교는 래티셰 철도의 가장 높은 다리이자, 알불라 철도의 가장 넓은 경간 다리이다.
티펜카스텔과 필리주어 사이에서 기차는 높이 35m와 길이 137m의 슈미텐토벨 고가교를 건너고 있다. 필리주어 직전에 알불라 철도(일반적으로 래티셰 철도)의 트레이드마크 중 하나인 65m 높이의 란트바서 고가교, 반경 100m의 곡선에서 직접 연결된다 반대쪽 끝에 있는 절벽을 통해 터널로 들어간다.
필리주어역은 알불라 철도와 다보스 플라츠의 지선 사이의 교차점이다. 필리주어와 베르귄 사이에서 기차는 292m를 올라가 첫 번째 나선형 터널을 통과한다. 베르귄과 프레다 사이의 다음 구간은 알불라 철도에서 가장 까다로운 철도 기술의 예이다. 베르귄과 프레다 사이의 417m 높이 차이를 극복하기 위해 단 6.5km 까마귀 날기 – 과도한 경사나 반경이 필요하지 않은 경로는 다양한 엔지니어링 구조(3개의 나선형 터널, 2개의 곡선 터널 및 4개의 계곡 횡단 고가교 포함)에 의해 12km 연장된다. 베르군역에서 출발하자마자 RhB 크로크다일은 기관차 기념물로 서 있고, 기차는 3.5%의 속도로 다시 한 번 올라간다. 방금 확인된 다양한 구조를 통해 선은 자신을 두 번 교차한다. 철도 팬은 노선에 인접한 철도 역사 자연 산책로에서 베르귄-프레다 구간을 볼 수도 있다.
프레다 근처에 있는 나츠의 작은 마을에서 이 선은 짧은 고원을 가로지르며, 이곳에는 현재 몇 년 동안 길이가 약 1km인 복선 구간이 있었다. 해발 1,789m에 있는 프레다 역 직후 알불라 철도에서 가장 높은 정차 지점은 알불라 터널의 북쪽 입구이다. 터널과 남쪽 포털의 슈피나스역을 통과한 후 열차는 최대 3.2%의 경사로 하강하여 발베버의 베버에 있는 상부 엥가딘에 도착한다. 여기에 스쿠올-타라스프에서 엥가딘 철도와의 교차점이 있다. 다음 역인 사메단에서 폰트레시나 행가지를 친다. 베르니나 익스프레스는 알불라 철도와 베르니나 철도를 티라노까지 연결하는 이 지점을 이용한다. 반면에 빙하특급는 셀레리나를 거쳐 생모리츠에 있는 알불라 철도 종점까지 본선을 따라간다.
원래는 말로야 고개를 통해 알불라 철도를 이탈리아의 키아벤나까지 연장할 계획이었다. 연장의 종점에는 코모호를 따라 밀라노까지 이어지는 이탈리아 철도 노선이 연결되어 있어야 했다. 이러한 계획에 비추어, 생모리츠역은 관통 역으로 계획되었으며 지금도 마찬가지이다. 스위스 측에서는 베르겔을 통과하는 라인에 대한 계획이 발전된 단계에 도달한 반면, 이탈리아 측에서는 카스타세냐 국경에서 계속 진행하는 라인에 대한 의향이 모호한 진술만 있었다. 제1차 세계 대전과 그 이후의 경제 침체, 계획의 실행을 방해했다. 오늘날 말로자 패스 루트는 국경을 넘는 포스트버스 노선으로 운행된다.

## 열차 교통
쿠어와 생모리츠 사이에는 매일 일정한 시간 간격으로 고속 열차가 있다. 이 열차는 2004년 12월부터 공식적으로 레기오익스프레스 서비스로 알려졌다. 투지스-생모리츠 구간의 경우 고속 열차는 1시간 34분이 소요되므로 평균 39km/h의 속도로 이동한다. 이 열차는 소위 고속 기차역만 운행한다. 다른 역에서는 1990년대 이후로 더 이상 열차가 정차하지 않는다. 수라바(Surava)와 알바노이(Alvaneu)에서는 일부 열차만 여전히 정차하며, 피크타임이 아닐 때만 정차한다. 성수기에는 예약과 보충이 필요한 파노라마 차량이 있는 특별 관광 특급 열차도 있다. 이 열차는 체르마트에서 출발하는 빙하특급 열차이다. 이 코스는 체르마트에서 생모리츠까지 빙하특급과 쿠르에서 사메단까지, 폰트레시나를 거쳐 티라노까지 베르니나 익스프레스이다.
알불라 철도에서 가장 자주 사용되는 동력은 현대식 Ge 4/4 III 등급의 전기기관차로, 페라이나 노선에서도 운행되고 있다. 알불라 철도는 한때 래티셰 크로크다일 (Ge 6/6 I)의 주요 스탬핑 그라운드였다. 이 클래스의 나머지 2개 궤적과 유사하게 역사적인 Ge 4/6은 오늘날에도 흔하지 않은 특수 열차의 선두에서 작동한다. 대조적으로, 새로운 RhB 기관차는 악어의 인기를 얻지 못했다. 그러나 그것들은 일상적으로 사용되며 그들이 직면하는 운영상의 어려움은 이 정도 규모의 다른 철도에서 발견되는 것과 거의 비교할 수 없다. 게이지, 경로의 특성 및 트래픽 밀도로 인해. 또한 협궤 철도의 경우 비정상적으로 조밀한 화물 운송이 있으며, 산악 지형에서는 그렇지 않으면 도로 교통이 운반하는 것의 많은 부분을 차지한다. 노선의 거의 모든 역에는 화물 열차가 운행된다. 더 큰 역에는 (최소한) 하나의 분기 기관차가 장착되어 있다. 라인을 통과하는 가장 중요한 상품은 목재, 시멘트 및 기타 건축 자재, 광유 제품 및 식료품이다.
철도의 또 다른 책임 영역은 승객과 함께 산악 지형을 통해 자동차를 운송하는 것이다. 1년 내내 알프스의 기상 조건으로 인해 알파인 고개를 이용할 수 없는 반면, 알불라 철도의 도움으로 산의 장벽을 문제없이 극복할 수 있다. 따라서 래티셰 철도는 도로 사용자에게 투지스에서 자신의 차량을 특수 차량 운반선에 싣고 사메단으로 이동할 수 있는 옵션을 제공한다.
베르귄-프레다 구간에는 겨울에 운행되는 소위 썰매 열차도 있다. 베르귄에서 프레다까지 썰매와 터보건을 실어 나르는 셔틀 서비스이다. 프레다에서 썰매와 터보건은 겨울에 통행이 금지된 알불라 고개 도로와 연결되어 베르귄까지 가는 터보건 트랙으로 사용된다.